# Louis Ratisbonne
Pour les articles homonymes, voir Ratisbonne (homonymie).
Pour les autres membres de la famille, voir Famille Ratisbonne.
Louis Gustave Fortuné Ratisbonne, né le 29 juillet 1827 à Strasbourg et mort le 24 septembre 1900 à Paris, est un homme de lettres, journaliste et critique littéraire français.

## Biographie
Né à Strasbourg, Louis Ratisbonne est le fils du banquier Adolphe Ratisbonne (fils d'Auguste Ratisbonne) et de Charlotte Oppenheim (fille de Salomon Oppenheim), le frère de Flore Singer, ainsi que le neveu des prêtres catholiques Théodore et Alphonse Ratisbonne. Marié à Marie Madeleine Alexandrine O'Donoghue, il est le beau-père du général Louis François Marcot et d'Étienne Trefeu (1855-1922), directeur de la marine marchande au ministère de la Marine (fils d'Étienne Tréfeu). Il fait élever tous ses enfants dans la religion catholique.
Après avoir suivi ses études dans sa ville natale puis au lycée Henri-IV à Paris, où il obtient le prix d'honneur de philosophie au concours général, il est reçu licencié ès lettres. Nommé auditeur au Conseil d'État en 1851, il préfère donner sa démission après le coup d'État du 2 décembre plutôt que de prêter serment.

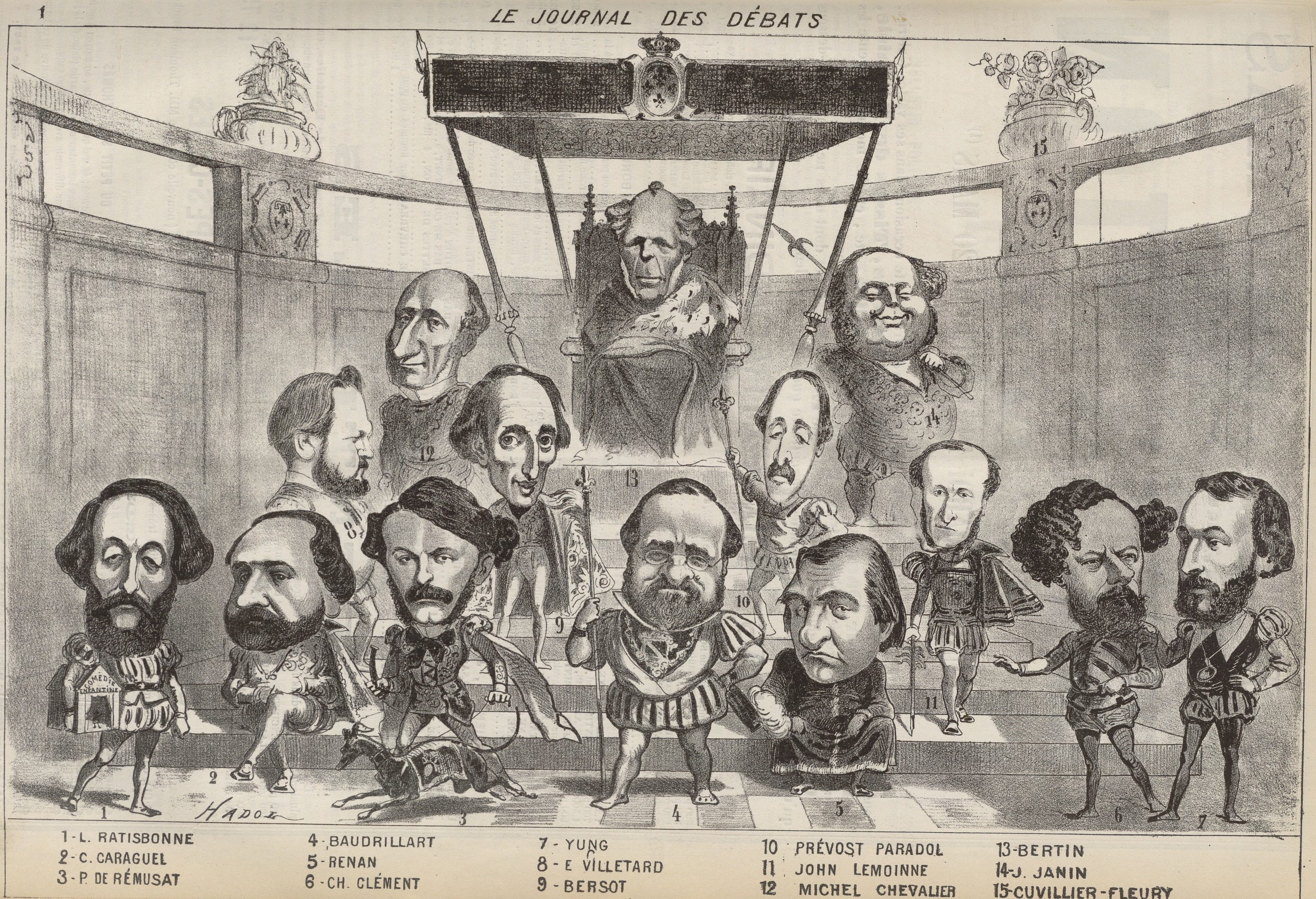
Ratisbonne représenté dans caricature de la rédaction du Journal des débats, dans Le Charivari (1867).

S'occupant alors de littératures, il devient rédacteur au Journal des Débats de 1853 à 1876. Il collabore également à L'Événement, au Magasin d'éducation et de récréation, à La Revue contemporaine, à la Revue des Deux Mondes, à L'Opinion nationale, au XIXe siècle et Parnasse contemporain.
Il devient bibliothécaire du palais de Fontainebleau en 1871, de la bibliothèque du Luxembourg en 1873, puis du Sénat en 1876.
Son travail le plus important est une traduction en vers de La Divine Comédie, dans laquelle l'original est rendu en français tercet par tercet. L'Enfer (1852), Le Purgatoire (1857) et Le Paradis (1859) reçurent le prix Bordin de l'Académie française en 1860.
Il est aussi, sous le pseudonyme de « Trim », l'auteur de quelques fables et de poésies destinées aux enfants : La Comédie enfantine (1860), Les Figures jeunes (1865) et d'autres. Il fut l'exécuteur testamentaire littéraire d'Alfred de Vigny, dont il publia Les Destinées (1864) et le Journal d'un poète (1867).
Louis Ratisbonne a longtemps vécu 37 rue Raynouard (16e arrondissement de Paris). Il meurt le 24 septembre 1900 en son domicile, au no 15, rue Vaugirard 6e arrondissement de Paris, et, est inhumé au cimetière de Montmartre (21e division).
Ary Scheffer a peint son portrait, conservé au musée de la vie romantique à Paris.
Émile Soldi (1846-1906) est l'auteur d'un Monument à Louis Ratisbonne au jardin du Luxembourg à Paris.

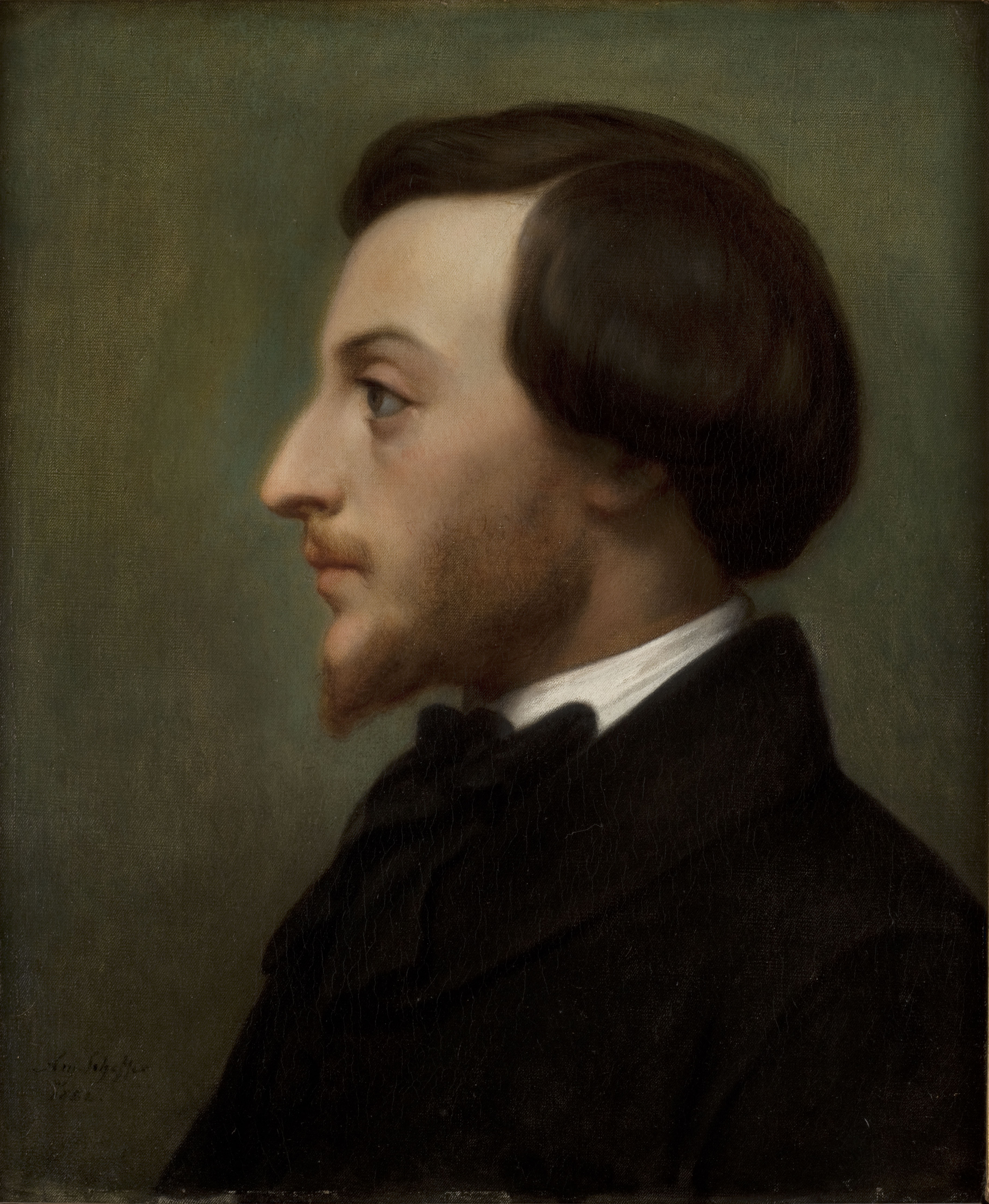
Portrait de Louis Ratisbonne, peint par Ary Scheffer (Musée de la Vie romantique).
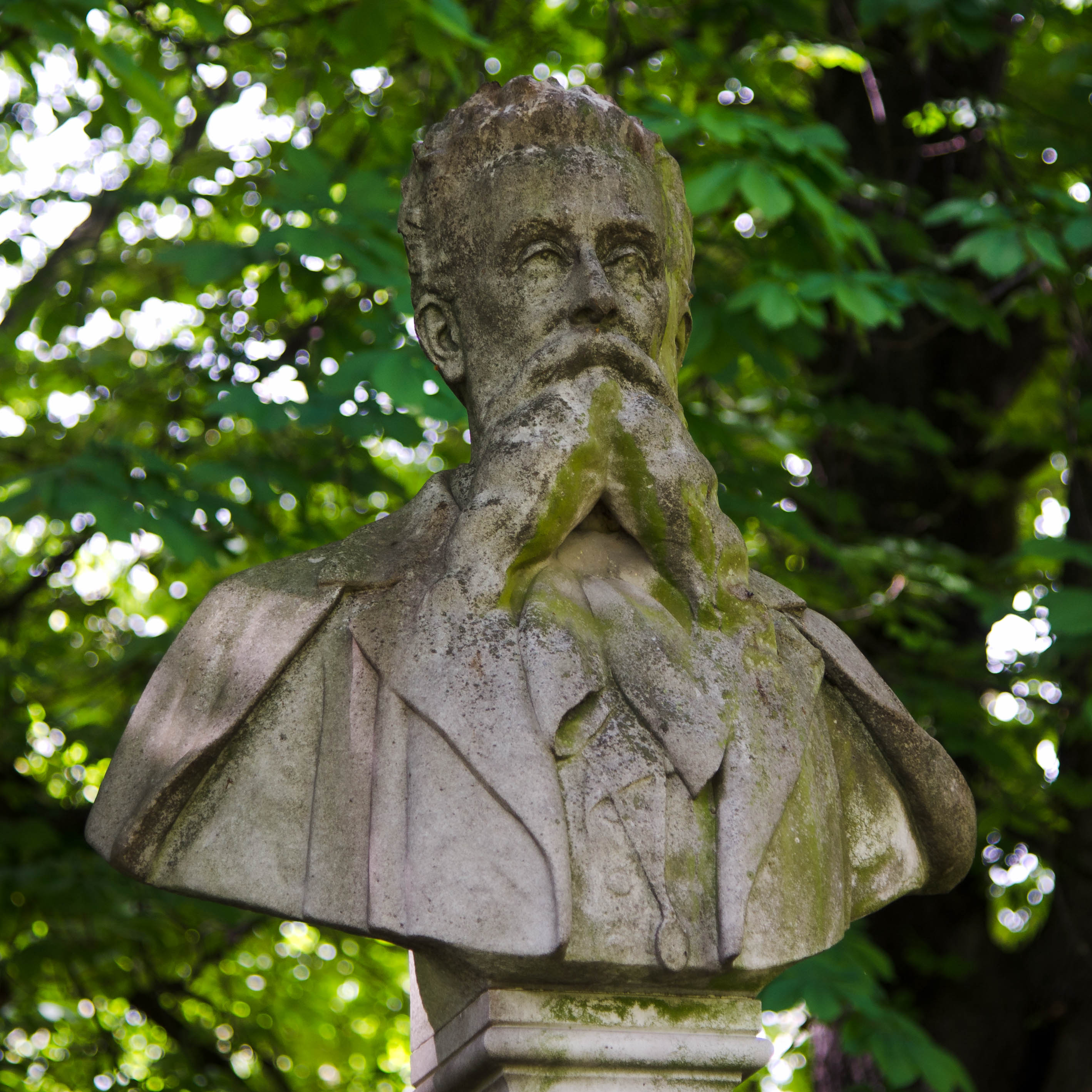
Émile Soldi, Monument à Louis Ratisbonne, Paris, jardin du Luxembourg.

## Publications
- Impressions littéraires, Michel Lévy frères, 1855
- Au printemps de la vie, Michel Lévy frères, 1857, poèmes

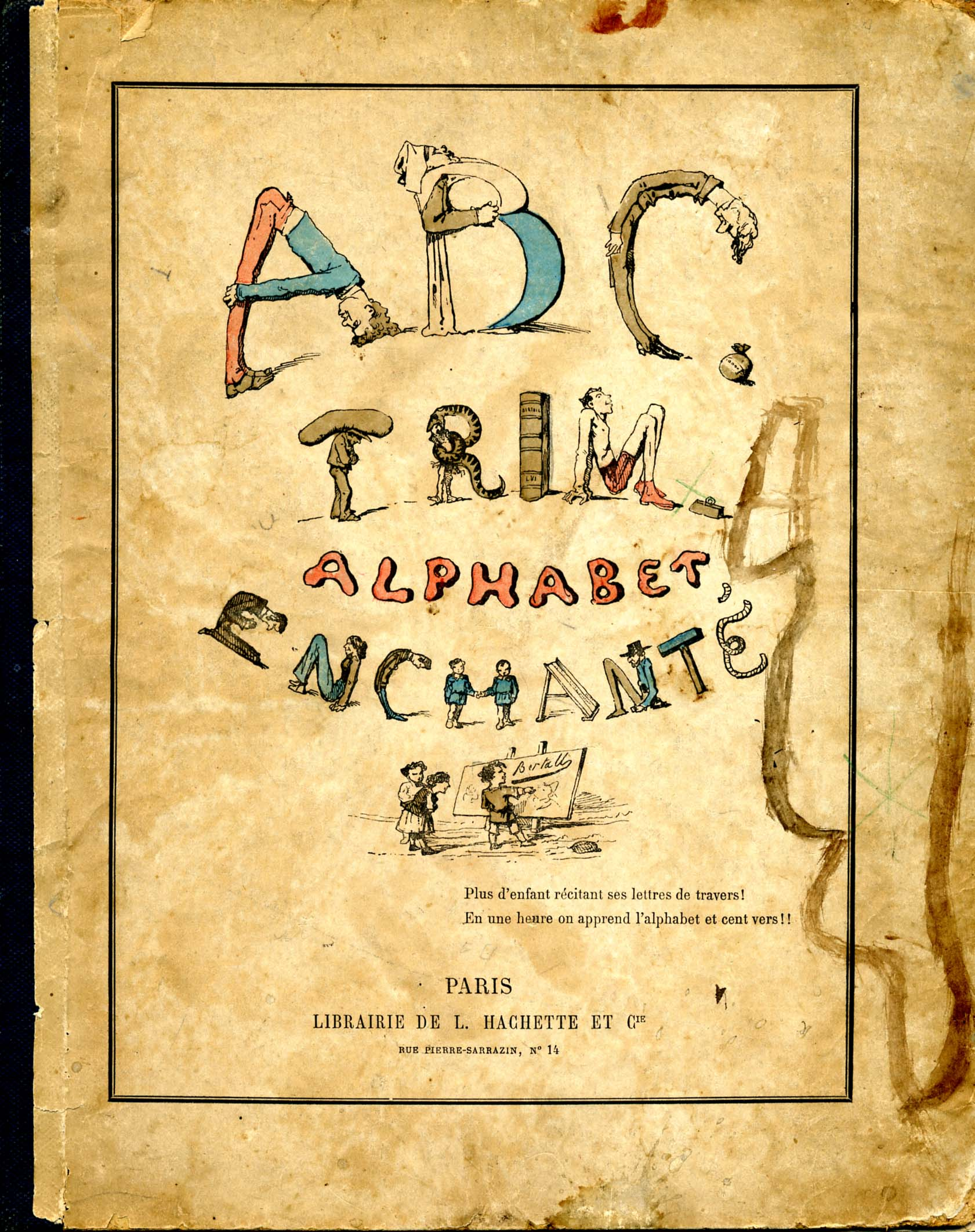
ABC Trim, Alphabet enchanté, 1861, page de couverture.

- Héro et Léandre, Michel Lévy frères, 1859, drame antique en 1 acte, en versReprésenté sur la scène du Théâtre français, Paris, 14 décembre 1858
- A. B. C. Trim, alphabet enchanté, Hachette, 1861Sous le nom de Trim. Illustrations par Bertall
- La Comédie enfantine, Michel Lévy frères, 1861Vignettes par Gobert et Froment
- Les Défauts horribles, histoires ébouriffantes et morales pour les petits enfants, Hachette, 1861Sous le nom de Trim.
- Histoire comique et terrible de Loustic l'espiègle, Hachette, 1861Sous le nom de Trim. Illustrations par Bertall
- Jean Jean Gros-Pataud, histoire allemande accommodée pour les petits français, Hachette, 1861Sous le nom de Trim.
- Les Bêtes, cours d'histoire naturelle et de morale à l'usage des petits enfants, Hachette, 1862Sous le nom de Trim. Illustrations par Bertall
- Le Calcul amusant : la table de Pythagore servie aux petits enfants, impr. de C. Lahure, 1862Sous le nom de Trim. Illustrations par Bertall
- La Poupée, Hachette, 1863Sous le nom de Trim. Illustré par Gustave Jundt
- Le bon Toto et le méchant Tom, ou la Journée de deux petits garçons, Hachette, 1864Sous le nom de Trim. Illustré par Gustave Jundt
- Des Figures jeunes, J. Hetzel, 1865, poèmes
- Les Œuvres de la main ; le bien et le mal, Hachette, 1866Sous le nom de Trim.
- Plume le distrait, Hachette, 1867Sous le nom de Trim.
- Polichinelle, Hachette, 1867Sous le nom de Trim. Illustré par G. Jundt
- Les Petits hommes, Hachette, 1869Vignettes par Ed. de Beaumont
- Au pays des âmes, Lévy frères, 1870, drameReprésenté sur la scène du Théâtre français, Paris, 6 juin 1870
- Les Petites femmes, Sandoz et Fischbacher, 1872Vignettes par Ed. de Beaumont
- L'Alsacienne, la main et la bouche, Association générale d'Alsace-Lorraine, 1875, poèmes

## Citations
Le poulet et le renard, l'une des fables les plus connues de Ratisbonne, était encore parfois apprise au cours préparatoire jusqu'en 1991:
« Un imprudent petit poulet, 
Désobéissant à sa mère, 
Loin du poulailler, s'en allait. 
À sa mère, il ne pensait guère. 
Elle pourtant se désolait. 
« Ah ! si le renard, pensait-elle, 
Ou quelque autre bête cruelle 
Le rencontre, hélas ! il mourra. »
Or, le renard le rencontra. 
« Monsieur Poulet, c'est une joie
Pour moi de vous trouver ici. 
Quel heureux hasard vous envoie ? »
— « Il faisait beau, je suis sorti
Malgré ma mère, qui s'entête 
Toujours, pour des peurs sans raison, 
À me garder à la maison ; 
Mais moi j'aime agir à ma tête. » 
— « Et vous avez bien fait de braver le danger…
Je n'aurais aujourd'hui, sans vous, rien à manger ! »
Et, se jetant sur la volaille, 
Qui piaille, 
Il la dévore en un moment.
La désobéissance avait son châtiment. »
- Louis Ratisbonne, La Comédie enfantine, 1861.

### Source
- (en) « Louis Ratisbonne », dans Encyclopædia Britannica [détail de l’édition], 1911 (lire sur Wikisource).